# Cantone di Romilly-sur-Seine-2
Il Cantone di Romilly-sur-Seine-2 era una divisione amministrativa dell'Arrondissement di Nogent-sur-Seine.
A seguito della riforma approvata con decreto del 21 febbraio 2014, che ha avuto attuazione dopo le elezioni dipartimentali del 2015, è stato soppresso.

## Composizione
Comprendeva solo parte del comune di Romilly-sur-Seine.